# Cadrema praeapicalis
Cadrema praeapicalis är en tvåvingeart som först beskrevs av Oswald Duda 1934.  Cadrema praeapicalis ingår i släktet Cadrema och familjen fritflugor. Inga underarter finns listade i Catalogue of Life.